# William Sharman
William « Will » Sharman (né le 12 septembre 1984 à Lagos, au Nigeria) est un athlète britannique spécialiste du 110 mètres haies.

## Carrière
Après une première expérience dans le saut en hauteur et le décathlon, William Sharman se spécialise dans les courses de haies. Il dispute l'une de ses premières compétitions internationales en 2003 en se classant cinquième du 110 m haies des Championnats d'Europe juniors de Tampere, en Finlande. En 2005, le Britannique échoue au pied du podium des Championnats d'Europe espoirs, à Erfurt. Il dispute dès l'année suivante ses premières courses en catégorie sénior, et remporte par ailleurs les championnats de l'Amateur Athletic Association (AAA) des moins de vingt-trois ans dans le temps de 13 s 49. Sélectionné pour les Championnats d'Europe de Göteborg, William Sharman est éliminé dès les séries. S'entraînant dès 2007 aux côtés de George Maciukiewicz à l'Université de Loughborough, il se classe troisième des Championnats du Royaume-Uni et signe son meilleur temps de l'année en 13 s 68 lors des Bislett Games d'Oslo. 
Appelé de dernière heure lors des Championnats du monde 2009 de Berlin, le Britannique établit la meilleure course de sa carrière en demi-finale (13 s 38), avant d'améliorer de nouveau son record lors de la finale avec le temps de 13 s 30 (+0,1 m/s). Premier européen de la finale et meilleur performeur européen de l'année à égalité avec son compatriote Andy Turner, William Sharman se classe quatrième de la course, devancé de 15 centièmes de secondes par l'Américain David Payne, médaillé de bronze.
En 2010, Sharman remporte les championnats nationaux AAA en 13 s 45, battant Andy Turner de trois centièmes, les rôles étant inversés à Delhi où il termine 2e derrière Turner.
Lors de l'édition 2011, il termine 5e de la finale des championnats du monde, tandis que Turner obtient le bronze. En 2013, il réalise 13 s 26 à Londres, nouveau record personnel, avant de récidiver à la 5e place à Moscou deux ans après Daegu. Il poursuit sa progression en 2014 : il remporte pour la deuxième fois les championnats nationaux, en 13 s 18, avec un vent trop favorable, avant de conserver sa place de vice-champion du Commonwealth à Glasgow, cette fois derrière le Jamaïcain Andrew Riley. Au mois d'août, il participe pour la quatrième fois aux championnats d'Europe. Après des éliminations en séries en 2006 et 2010, et en demi-finale en 2012, il décroche la médaille d'argent en 13 s 27, ne le cédant qu'au Russe Sergueï Choubenkov, après avoir réussi 13 s 16 en demi-finale, le meilleur temps de sa carrière. 

## Records
| Épreuve     | Performance | Lieu   | Date         |
| ----------- | ----------- | ------ | ------------ |
| 110 m haies | 13 s 16     | Zurich | 14 août 2014 |
| 60 m haies  | 7 s 53      | Sopot  | 9 mars 2014  |

## Palmarès
| Date | Compétition                       | Lieu             | Place | Épreuve     | Temps   |
| ---- | --------------------------------- | ---------------- | ----- | ----------- | ------- |
| 2003 | Championnats d'Europe juniors     | Tampere          | 5e    | 110 m haies |         |
| 2005 | Championnats d'Europe espoirs     | Erfurt           | 4e    | 110 m haies | 13 s 72 |
| 2009 | Championnats du monde             | Berlin           | 4e    | 110 m haies | 13 s 30 |
| 2010 | Jeux du Commonwealth              | New Delhi        | 2e    | 110 m haies | 13 s 50 |
| 2011 | Championnats du monde             | Daegu            | 6e    | 110 m haies | 13 s 67 |
| 2013 | Championnats du monde             | Moscou           | 5e    | 110 m haies | 13 s 30 |
| 2013 | Ligue de diamant                  | Ligue de diamant | 6e    | 110 m haies | détails |
| 2014 | Championnats du monde en salle    | Sopot            | 7e    | 60 m haies  | 7 s 60  |
| 2014 | Championnats d'Europe par équipes | Brunswick        | 2e    | 110 m haies | 13 s 21 |
| 2014 | Jeux du Commonwealth              | Glasgow          | 2e    | 110 m haies | 13 s 36 |
| 2014 | Championnats d'Europe             | Zurich           | 2e    | 110 m haies | 13 s 27 |
| 2014 | Coupe continentale                | Marrakech        | 3e    | 110 m haies | 13 s 25 |